# Zubkivka, Țarîceanka
Zubkivka (în ucraineană Зубківка) este un sat în comuna Țîbulkivka din raionul Țarîceanka, regiunea Dnipropetrovsk, Ucraina.

## Demografie
Componența lingvistică a localității Zubkivka
     Ucraineană (92,86%)
     Rusă (7,14%)
Conform recensământului din 2001, majoritatea populației localității Zubkivka era vorbitoare de ucraineană (92,86%), existând în minoritate și vorbitori de rusă (7,14%).